# Jogos Parapan-Americanos de 2007
Os Jogos Parapan-Americanos de 2007 foram um evento multiesportivo para pessoas com deficiência organizado pelo Comitê Organizador do Rio (CO-Rio) em parceria com o Comitê Paralímpico Brasileiro (CPB) realizado na cidade do Rio de Janeiro, no Brasil entre 12 e 19 de agosto com a participação de aproximadamente 1 300 atletas de 26 países do continente americano, disputando 10 modalidades esportivas.

## País sede
Um diferencial para a escolha do Rio de Janeiro para a escolha da cidade sede foi se dispor a realizar nos mesmos locais de competições dos Jogos Pan-Americanos. Tornando-se assim, das três edições oficiais consideradas pelo Comitê Paralímpico Internacional (IPC), a primeira cidade a realizar os Jogos (Parapan e Pan) na mesma cidade.
Com o compromisso da realização de dois eventos em sequência o Comitê Organizador do Rio (CO-Rio) preocupou-se em aplicar nas obras das instalações esportivas e na Vila Pan-Americana todas as normas de acessibilidade aos locais de provas (instalações de rampas e apoios nos banheiros dos apartamentos, sinalizações em braile e sintetizadores de voz em computadores do cyber café da Vila).

## Esportes
| - Atletismo - Basquete em cadeira de rodas - Futebol de 5 - Futebol de 7 - Judô | - Levantamento de peso - Natação - Tênis de mesa - Tênis em cadeira de rodas - Voleibol sentado |  |

## Países participantes

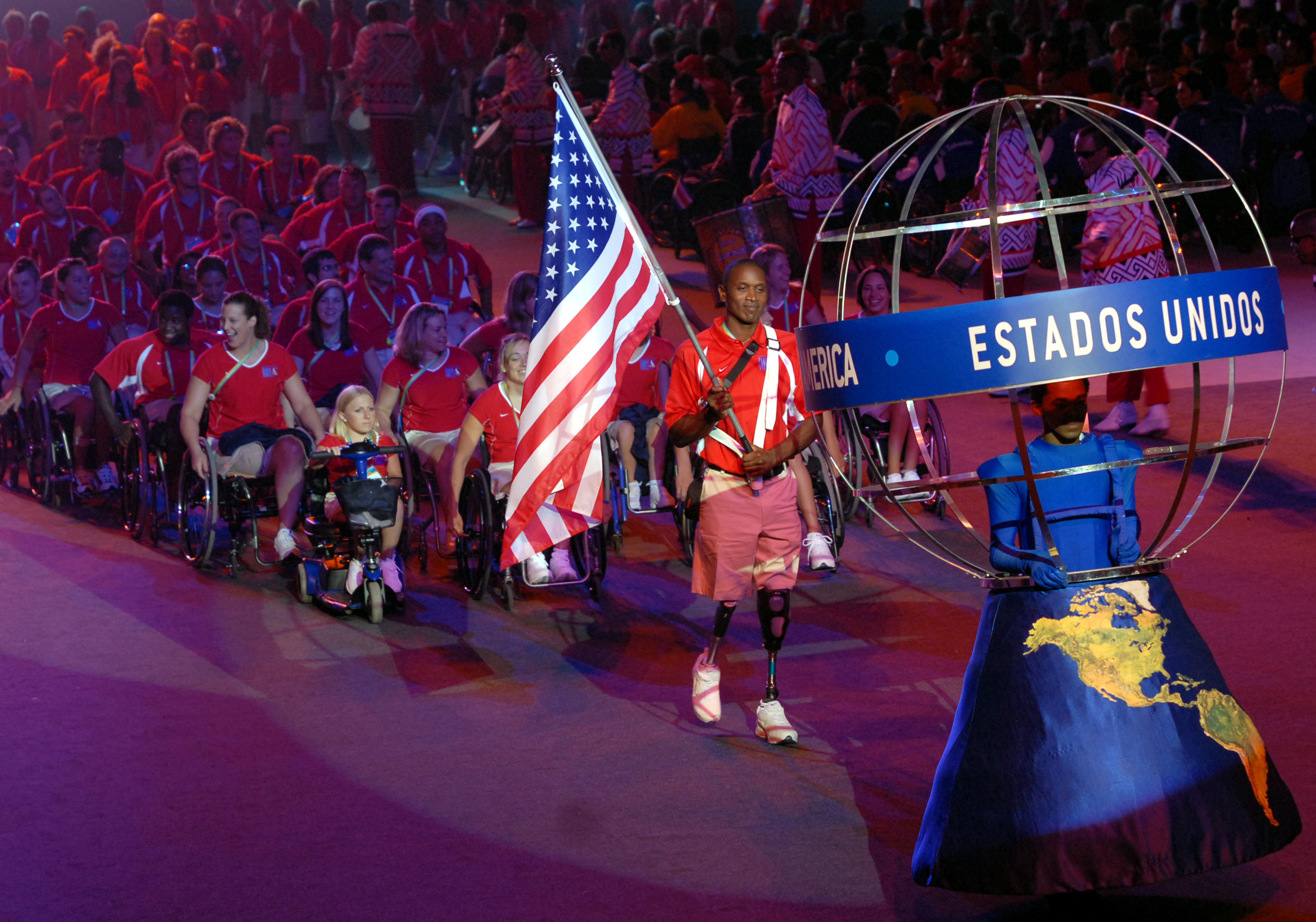
Delegação dos Estados Unidos da América

Um total de 26 países estiveram representados pelos seus Comitês Paralímpicos Nacionais com delegações e atletas.
| - ARG Argentina - BAH Bahamas - BER Bermudas - BRA Brasil - CAN Canadá - CHI Chile - COL Colômbia - CRC Costa Rica - CUB Cuba - DOM República Dominicana - ESA El Salvador - ECU Equador - USA Estados Unidos | - GRN Granada - GUA Guatemala - HAI Haiti - HON Honduras - JAM Jamaica - MEX México - NCA Nicarágua - PAN Panamá - PER Peru - PUR Porto Rico - SUR Suriname - URU Uruguai - VEN Venezuela |  |

## Quadro de medalhas
| Ordem | País               | Medalha de ouro | Medalha de prata | Medalha de bronze |     |
| ----- | ------------------ | --------------- | ---------------- | ----------------- | --- |
| 1     | BRA Brasil         | 83              | 68               | 77                | 228 |
| 2     | CAN Canadá         | 49              | 37               | 26                | 112 |
| 3     | USA Estados Unidos | 37              | 44               | 36                | 117 |
| 4     | MEX México         | 37              | 43               | 37                | 117 |
| 5     | CUB Cuba           | 28              | 21               | 11                | 60  |
| 6     | ARG Argentina      | 7               | 16               | 30                | 53  |
| 7     | VEN Venezuela      | 5               | 10               | 15                | 30  |
| 8     | PER Peru           | 3               | 1                |                   | 4   |
| 9     | COL Colômbia       | 2               | 6                | 9                 | 17  |
| 10    | JAM Jamaica        | 1               | 2                | 2                 | 5   |
| 11    | PUR Porto Rico     | 1               | 1                | 2                 | 4   |
| 12    | ECU Equador        | 1               |                  | 2                 | 3   |
| 13    | CRC Costa Rica     |                 | 1                | 2                 | 3   |
| 14    | CHI Chile          |                 | 1                | 1                 | 2   |
| 15    | PAN Panamá         |                 | 1                |                   | 1   |
| 15    | URU Uruguai        |                 | 1                |                   | 1   |
| 17    | ESA El Salvador    |                 |                  | 1                 | 1   |
| 17    | PAR Paraguai       |                 |                  | 1                 | 1   |

## Modalidades

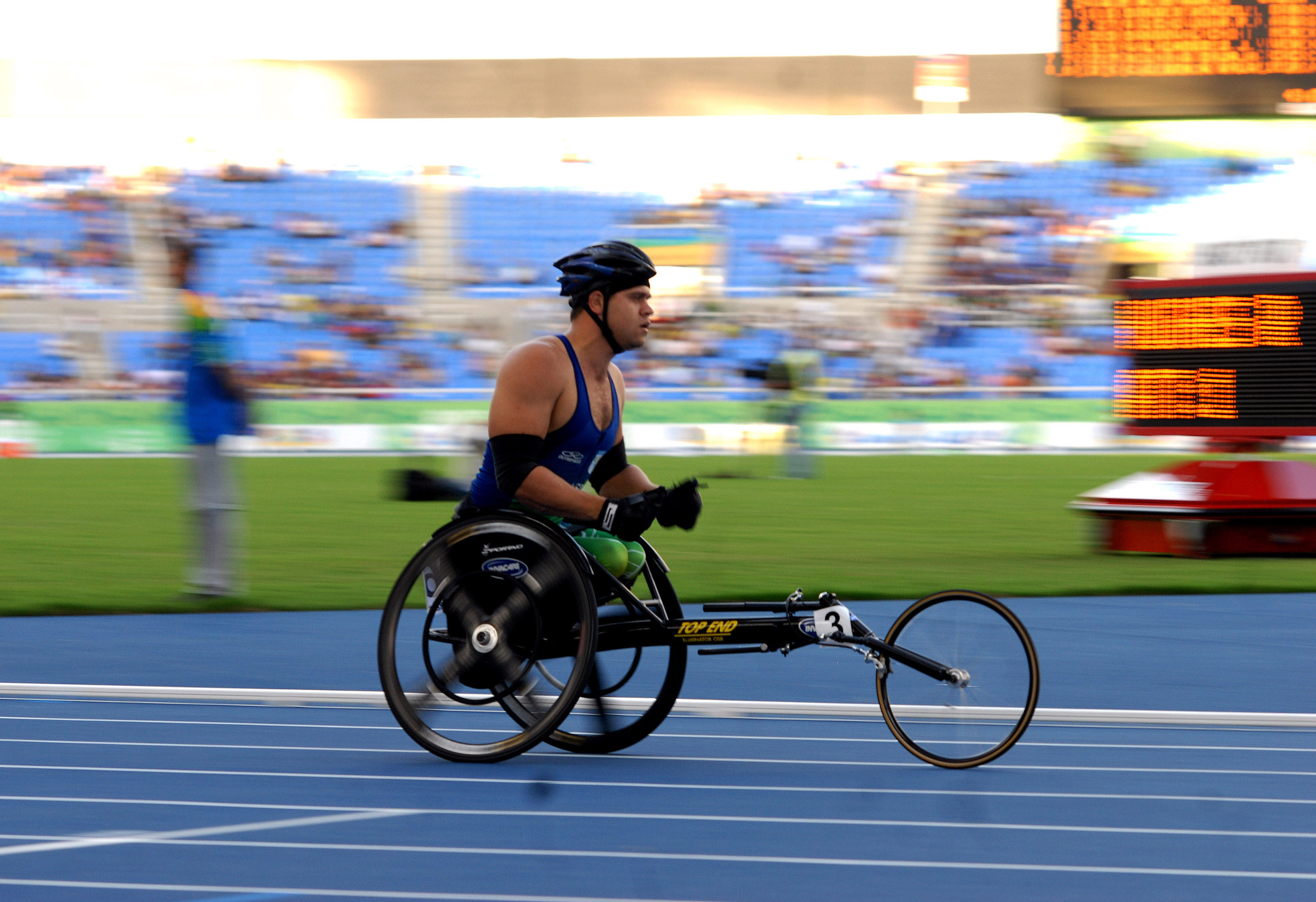
Atletismo

Os esportes paralímpicos têm grande semelhança com os seus correspondentes olímpicos. A seguir, as principais características dos 10 esportes que integram o programa dos Jogos Parapan-Americanos Rio 2007:
Atletismo — Participam atletas com deficiência física e deficiência visual, e há provas de pista e de campo (arremesso, lançamento e salto). As provas têm especificidades de acordo com a deficiência dos competidores: na corrida, por exemplo, o atleta cego é acompanhado por um guia, e ambos são unidos por uma corda. 
Basquetebol em cadeira de rodas — É jogado apenas por atletas com deficiência físico-motora, sob as regras adaptadas da Federação Internacional de Basquete (FIBA). 
Futebol de 5 — É disputado por cegos (só o goleiro tem visão), em uma quadra de futsal adaptada e a bola tem um guizo para orientação dos jogadores.
Futebol de 7 — É disputado por paralisados cerebrais, em um campo de 55x77 m.Tanto no de cinco como no de sete, há uma pessoa atrás do gol adversário que orienta verbalmente a direção dos atletas e a melhor hora para o chute. 
Levantamento de peso — É praticado por atletas portadores de deficiência física, que competem deitados durante suas tentativas.
Judô — Tem as mesmas regras da modalidade convencional e é um esporte de cegos e pessoas de baixa visão.
Natação — Para atletas com deficiência física e deficiência visual, as competições vão de 50 m a 400 m, nos quatro estilos (livre, peito, costas e borboleta) além das provas de medley e revezamento (livre e medley). Os nadadores cegos recebem um aviso, por meio de um bastão com uma ponta de espuma, quando estão se aproximando das bordas (nas viradas e nas chegadas).
Tênis de mesa — As competições estão divididas basicamente entre atletas que competem de pé e os que o fazem em cadeiras de rodas. Os jogos podem ser individuais e em duplas. Participam competidores com paralisia cerebral, amputados e usuários de cadeira de rodas. 
Tênis em cadeira de rodas — Difere do convencional basicamente em relação ao quique da bola, que pode ser duplo. 
Voleibol sentado — É praticado por atletas com deficiência física, que jogam sentados na quadra, e a altura da rede é inferior ao esporte convencional. A quadra é menor do que a convencional (10x6 m contra 18x9 m) e o saque pode ser bloqueado. O Atleta não pode levantar o quadril do chão, caso isso ocorra será considerada falta.

## Calendário
| ● | Cerimônia de abertura | ● | Competições | ● | Finais das competições | ● | Cerimônia de encerramento |

| Agosto                       | Agosto                       | 12 DOM | 13 SEG | 14 TER | 15 QUA | 16 QUI | 17 SEX | 18 SAB | 19 DOM |
| ---------------------------- | ---------------------------- | ------ | ------ | ------ | ------ | ------ | ------ | ------ | ------ |
| Cerimônias                   | Cerimônias                   | ●      |        |        |        |        |        |        | ●      |
| Atletismo                    | Atletismo                    |        | F      | F      | F      | F      | F      | F      | F      |
| Basquete em cadeira de rodas | Basquete em cadeira de rodas |        | C      | C      | C      | C      | C      | 2      |        |
| Futebol de 5                 | Futebol de 5                 |        | C      | C      | C      | C      | C      | C      | 1      |
| Futebol de 7                 | Futebol de 7                 |        | C      | C      | C      | C      | C      | 1      |        |
| Levantamento de peso         | Levantamento de peso         |        | F      | F      | F      |        |        |        |        |
| Judô                         | Judô                         |        |        |        |        | 4      | 3      | 4      |        |
| Natação                      | Natação                      |        | F      | F      | F      | F      | F      | F      |        |
| Tênis de mesa                | Tênis de mesa                |        | F      | C      | F      | C      | C      | F      |        |
| Tênis em cadeira de rodas    | Tênis em cadeira de rodas    |        | C      | C      | C      | C      | 4      |        |        |
| Voleibol sentado             | Voleibol sentado             |        |        |        | C      | C      | C      | C      | 2      |
| Agosto                       | Agosto                       | 12 DOM | 13 SEG | 14 TER | 15 QUA | 16 QUI | 17 SEX | 18 SAB | 19 DOM |

C = Competição; F = Finais

## Locais

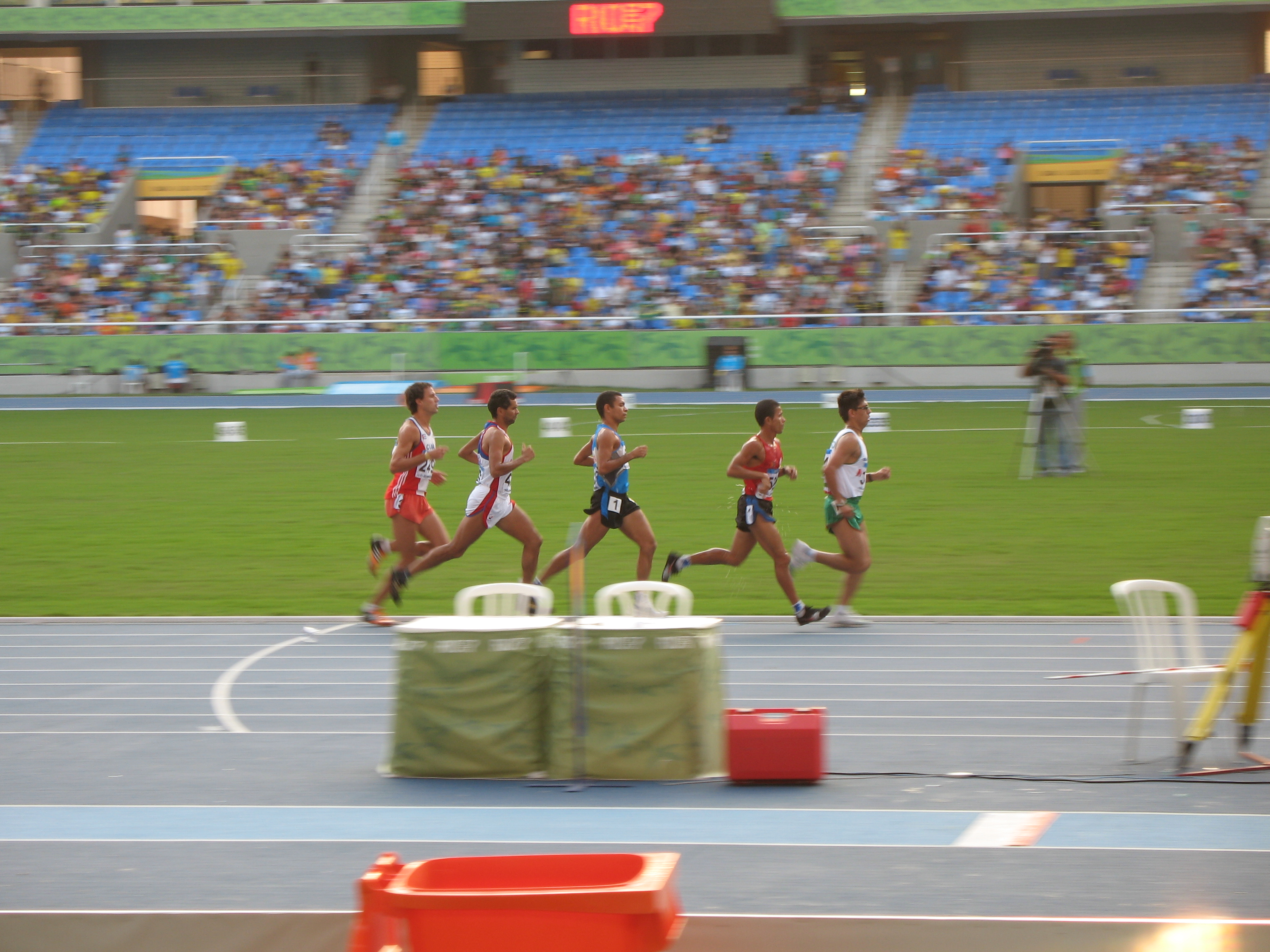
Final dos 5000 metros para deficientes visuais no Engenhão.

- Complexo Esportivo Cidade dos Esportes
  - Arena Olímpica do Rio — Basquete em cadeiras de rodas, cerimônia de abertura
  - Parque Aquático Maria Lenk — Natação
- Complexo Esportivo Riocentro
  - Pavilhão 3A — Levantamento de peso
  - Pavilhão 3B — Voleibol sentado
  - Pavilhão 4A — Judô
  - Pavilhão 4B — Tênis de mesa
- Complexo Esportivo Deodoro
  - Centro de Hóquei sobre Grama — Futebol de 5, Futebol de 7
- Marapendi Country Club — Tênis em cadeira de rodas
- Estádio Olímpico João Havelange (Engenhão) — Atletismo
- Vila Pan-Americana — Cerimônia de encerramento

## Classificação funcional

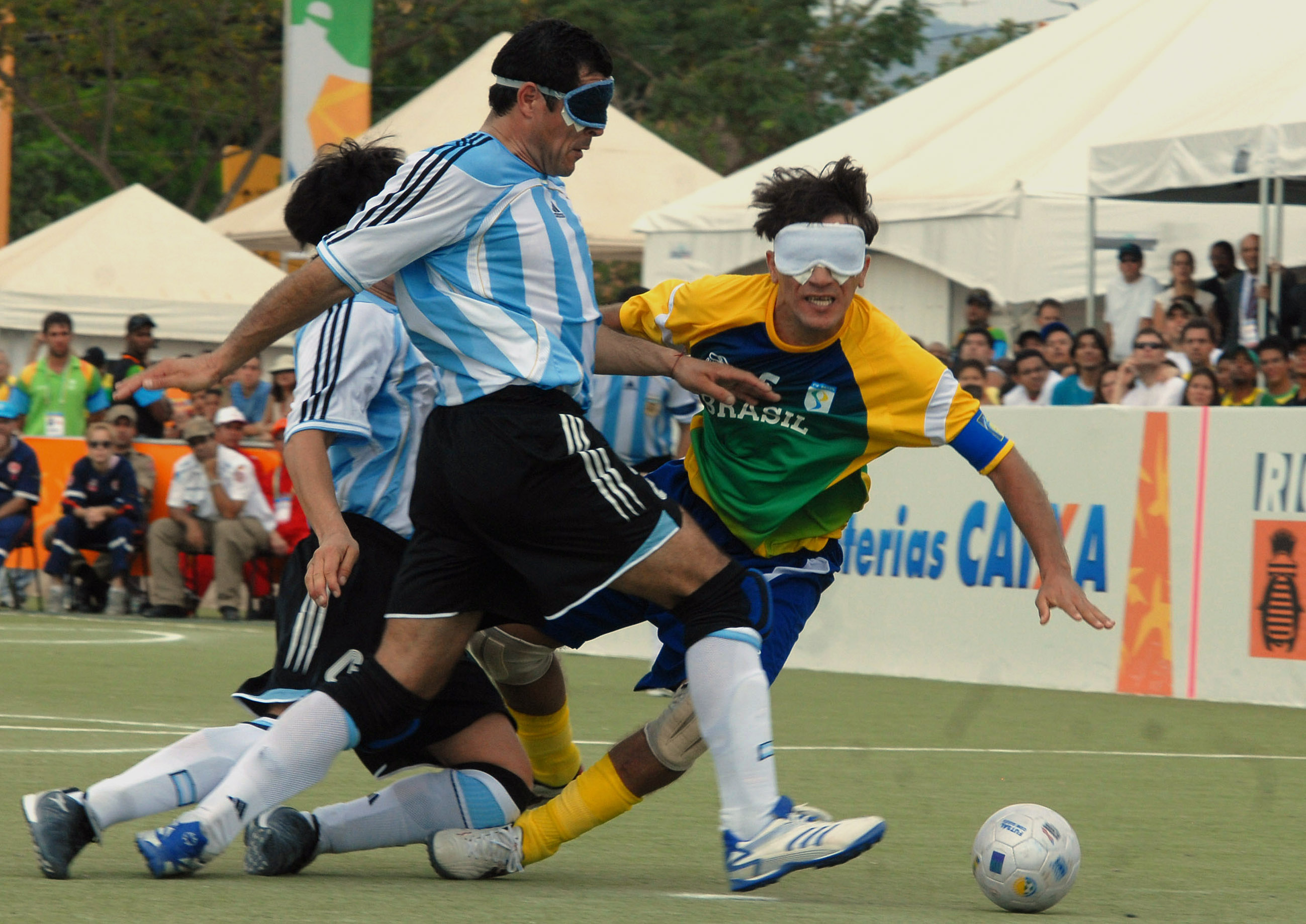
Futebol de 5 para deficientes visuais

O esporte paralímpico tem como personagem principal os atletas com deficiência, para manter o maior nível de igualdade nas competições os esportes paralímpicos são divididos em seis grupos no Movimento Paralímpico:
- Atleta com paralisia cerebral
- Atleta com lesão medular
- Atleta com amputação
- Atleta com deficiência visual
- Atleta com deficiência mental
- Les autres (inclui todos os atletas com alguma deficiência de mobilidade não incluída nos grupos acima)